# 湖北日报传媒集团
湖北日报传媒集团是中共湖北省委直属事业单位，亦是以湖北日报社为基础成立的传媒集团。
湖北日报传媒集团以湖北日报为旗舰，拥有7张报纸、7个刊物、10个网站、3个移动客户端、40余个面向大众的平台号、1家出版机构的综合性传媒集团。在湖北省全省的17个市州建有新闻中心、分社（记者站）。2022年时，集团下辖57家全资、控股公司，资产总额105.66亿元。

## 历史
1949年5月中旬，解放军攻占武汉三镇。5月31日，中共湖北省委发出《关于筹备出版湖北日报和成立新华社湖北分社的指示》。随即成立湖北日报社和新华社湖北分社（两块牌子一套人马）。工作人员由《江汉日报》和《鄂豫报》的人员组成。《江汉日报》是原中共江汉区党委的机关报。《鄂豫报》是鄂豫区党政军机关创办的报纸。中共湖北省委任命陈冷为社长，顾文华为总编辑。6月，湖北日报社工作人员进入武汉市后，接管原《华中日报》旧址（江汉路原52号）和原《和平日報》旧址（中山大道原1139号）两处房产。江汉路52号成为湖北日报社的第一处社址。
2001年4月，组建湖北日报报业集团（湖北日报社）。2007年4月，更名为湖北日报传媒集团（湖北日报社）。做为中共湖北省委直属事业单位，实行企业化管理。

## 下属媒体
- 报纸
  - 《湖北日报》[4]
  - 《楚天都市报·极目新闻》[4]
  - 《农村新报》[4]
  - 《三峡晚报》[4]
  - 《楚天金报》，1993年创刊，2017年停刊。
  - 《体育周报》，2000年创刊，2011年停刊。
- 期刊杂志
  - 《特别关注》[4]
  - 《支点》[4]
  - 《新闻前哨》[4]
  - 《党员生活》[4]
  - 《楚天法治》[4]
  - 《特别健康》[4]
  - 《大武汉》[4]
  - 《网络新舆情》[4]
- 网站
  - 湖北日报-荆楚网[4]
  - 湖北省人民政府门户网[4]
  - 大楚网[4]
  - 极目新闻[4]
  - 湖北农村网[4]
  - 三峡新闻网[4]
  - 楚天襄阳网[4]
  - 支点网[4]
  - 视界网[4]
  - 党员生活网[4]
  - 楚天法治网[4]
  - 大武汉位视[4]
- 出版机构
  - 楚天书局[4]
- 旗下产业
  - 荆楚网络科技股份有限公司[4]
  - 特别关注传媒股份有限公司[4]
  - 楚天印务总公司[4]
  - 楚天报刊发行总公司[4]
  - 楚天房地产公司[4]
  - 楚天181文化创意产业园[4]
  - 湖北楚天传媒酒店投资管理有限公司[4]
  - 湖北楚天传媒投资有限公司[4]
  - 湖北传媒摄影技师学院[4]
  - 湖北楚天弘艺文化艺术发展有限公司[4]
  - 泛亚楚天光电文化湖北有限公司[4]
  - 湖北传媒珍珠液酒业有限公司[4]